# James Scanlon
James Robert Scanlon (28 settembre 2006) è un calciatore gibilterriano, centrocampista del Manchester Utd Under-18 e della nazionale gibilterriana.

## Biografia
È nato in Inghilterra da padre inglese e madre gibilterriana.

## Caratteristiche tecniche
Ricopre il ruolo di centrocampista offensivo.

## Carriera

### Club
Scanlon ha iniziato la sua carriera nel settore giovanile del Derby County per poi passare in quello del Manchester Utd nel 2021. Il 23 maggio 2024 ha firmato il suo primo contratto professionistico con i Red Devils.

### Nazionale
Ha giocato nelle nazionali giovanili gibilterriane Under-17 ed Under-21.
Ha debuttato con la nazionale gibilterriana il 21 marzo 2024 nell'incontro di UEFA Nations League perso 1-0 contro la Lituania.

## Statistiche

### Cronologia presenze e reti in nazionale
| Cronologia completa delle presenze e delle reti in nazionale ― Gibilterra | Cronologia completa delle presenze e delle reti in nazionale ― Gibilterra | Cronologia completa delle presenze e delle reti in nazionale ― Gibilterra | Cronologia completa delle presenze e delle reti in nazionale ― Gibilterra | Cronologia completa delle presenze e delle reti in nazionale ― Gibilterra | Cronologia completa delle presenze e delle reti in nazionale ― Gibilterra | Cronologia completa delle presenze e delle reti in nazionale ― Gibilterra | Cronologia completa delle presenze e delle reti in nazionale ― Gibilterra |
| Data                                                                      | Città                                                                     | In casa                                                                   | Risultato                                                                 | Ospiti                                                                    | Competizione                                                              | Reti                                                                      | Note                                                                      |
| ------------------------------------------------------------------------- | ------------------------------------------------------------------------- | ------------------------------------------------------------------------- | ------------------------------------------------------------------------- | ------------------------------------------------------------------------- | ------------------------------------------------------------------------- | ------------------------------------------------------------------------- | ------------------------------------------------------------------------- |
| 21-3-2024                                                                 | Faro                                                                      | Gibilterra                                                                | 0 – 1                                                                     | Lituania                                                                  | UEFA Nations League 2022-2023 - Playout                                   | -                                                                         | 74’                                                                       |
| 26-3-2024                                                                 | Kaunas                                                                    | Lituania                                                                  | 1 – 0                                                                     | Gibilterra                                                                | UEFA Nations League 2022-2023 - Playout                                   | -                                                                         | 74’                                                                       |
| 3-6-2024                                                                  | Faro                                                                      | Gibilterra                                                                | 0 – 2                                                                     | Scozia                                                                    | Amichevole                                                                | -                                                                         | 66’                                                                       |
| 6-6-2024                                                                  | Faro                                                                      | Gibilterra                                                                | 0 – 0                                                                     | Galles                                                                    | Amichevole                                                                | -                                                                         | 76’                                                                       |
| 4-9-2024                                                                  | Gibilterra                                                                | Gibilterra                                                                | 1 – 0                                                                     | Andorra                                                                   | Amichevole                                                                | -                                                                         | 67’                                                                       |
| 8-9-2024                                                                  | Gibilterra                                                                | Gibilterra                                                                | 2 – 2                                                                     | Liechtenstein                                                             | UEFA Nations League 2024-2025 - 1º turno                                  | 1                                                                         |                                                                           |
| 10-10-2024                                                                | Gibilterra                                                                | Gibilterra                                                                | 1 – 0                                                                     | San Marino                                                                | UEFA Nations League 2024-2025 - 1º turno                                  | -                                                                         | 77’                                                                       |
| 13-10-2024                                                                | Vaduz                                                                     | Liechtenstein                                                             | 0 – 0                                                                     | Gibilterra                                                                | UEFA Nations League 2024-2025 - 1º turno                                  | -                                                                         |                                                                           |
| 15-11-2024                                                                | Serravalle                                                                | San Marino                                                                | 1 – 1                                                                     | Gibilterra                                                                | UEFA Nations League 2024-2025 - 1º turno                                  | -                                                                         | 77’                                                                       |
| 19-11-2024                                                                | Gibilterra                                                                | Gibilterra                                                                | 1 – 1                                                                     | Moldavia                                                                  | Amichevole                                                                | -                                                                         |                                                                           |
| 22-3-2025                                                                 | Nikšić                                                                    | Montenegro                                                                | 3 – 1                                                                     | Gibilterra                                                                | Qual. Mondiali 2026                                                       | -                                                                         | 83’                                                                       |
| 25-3-2025                                                                 | Faro                                                                      | Gibilterra                                                                | 0 – 4                                                                     | Rep. Ceca                                                                 | Qual. Mondiali 2026                                                       | -                                                                         |                                                                           |
| 6-6-2025                                                                  | Faro                                                                      | Gibilterra                                                                | 0 – 7                                                                     | Croazia                                                                   | Qual. Mondiali 2026                                                       | -                                                                         |                                                                           |
| 9-6-2025                                                                  | Tórshavn                                                                  | Fær Øer                                                                   | 2 – 1                                                                     | Gibilterra                                                                | Qual. Mondiali 2026                                                       | 1                                                                         |                                                                           |
| Totale                                                                    |                                                                           | Presenze                                                                  | 14                                                                        |                                                                           | Reti                                                                      | 2                                                                         |                                                                           |